# Gran Becca Blanchen
La Gran Becca Blanchen (3.680 m s.l.m. - detta anche Grand Blanchen) è una montagna delle Alpi del Grand Combin nelle Alpi Pennine. Si trova lungo la linea di confine tra l'Italia e la Svizzera.

## Caratteristiche
Dal versante italiano si trova in alta Valpelline. Si trova nei pressi de La Sengla (3.714 m).

## Salita alla vetta
È possibile salire sulla vetta partendo dal rifugio Nacamuli al Col Collon.